# Білі, білі лелеки
«Білі, білі лелеки» (узб. «Лайлак келди, ёз бўлди») — радянський художній фільм 1966 року, знятий на кіностудії «Узбекфільм».

## Сюжет
Дія кіноповісті відбувається в маленькому узбецькому кишлаку. З волі батьків юна Маліка виходить заміж за нелюба. Зустрівши перше кохання, Маліка повстає проти сімейних традицій…

## У ролях
- Сайрам Ісаєва — Маліка
- Болот Бейшеналієв — Каюм
- Хікмат Латипов — Шукур-ата
- Мохаммед Рафіков — Акрам
- Раззак Хамраєв — старший брат Маліки
- Рахім Пірмухамедов — відвідувач чайхани
- Саїб Ходжаєв — Ташмат
- Сайд Алієва — епізод
- Вахаб Абдуллаєв — Юсуп
- Лютфі Саримсакова — Мехрінісо
- М. Таджи-заде — епізод
- Джавлон Хамраєв — молодший брат Маліки
- З. Салієва — епізод
- Х. Нугманова — епізод
- Рустам Сагдуллаєв — Карім
- Руслан Мікаберідзе — епізод
- Хамідулла Таджиєв — епізод
- С. Ікрамов — епізод
- Людмила Волобуєва — епізод
- Шукуржон Сафаєва — епізод
- Улугбек Абдуллаєв — епізод
- Саат Таліпов — епізод
- Туган Режаметов — епізод
- Ісамат Ергашев — епізод
- Анвара Алімова — епізод
- Сайфі Алімов — епізод
- Раджаб Адашев — епізод
- Лола Бадалова — епізод
- Іногам Адилов — епізод
- Максуд Атабаєв — епізод
- Меліс Абзалов — Холмат
- Рано Хамраєва — епізод
- Шарафат Шакірова — епізод
- Уктам Лукманова — епізод

## Знімальна група
- Режисер — Алі Хамраєв
- Сценаристи — Одельша Агішев, Алі Хамраєв
- Оператор — Дільшат Фатхулін
- Композитор — Руміль Вільданов
- Художник — Шавкат Абдусаламов